# San Jerónimo Norte
San Jerónimo Norte é uma comuna da província de Santa Fé, na Argentina.
A cidade de San Jerónimo Norte está localizada em Departamento de Las Colonias, província de Santa Fe, República Argentina, 39 km de a capital provincial. As principais atividades econômicas giram em torno da pecuária (leite, produção de leite) e agricultura (soja e trigo). Com menos de 7.000 habitantes segundo o último censo (2010), San Jerónimo Norte desponta como uma das principais colônias agrícolas da província de Santa Fé. A cidade foi geminada com a cidade suíça de Briga-Glis desde 2015. Suas tradições suíças, preservadas até hoje, são a marca distintiva de a localização. Foi declarada cidade em novembro 2018.

## População
Possui 6.466 habitantes (INDEC, 2010), o que representa um aumento de 7,12% em relação aos 6.036 habitantes (INDEC, 2001) do censo anterior.
População Atual Aproximada (Ano 2021): 10.000 Habitantes
| {{{título}}} |
|              |

## Economia
A actividade económica da cidade assenta essencialmente na agricultura, com destaque para o cultivo de soja e trigo, e na pecuária, dedicada ou complementar à produção leiteira.

## Padroeiro
- Nosso. Senhora da Assunção, feriado: 15 de agosto.

## Fundadores
Seus primeiros colonos foram imigrantes Suíça que emigraram da cidade Visperterminen no Cantão de Valais e trazidos por Ricardo Foster e Lorenzo Bodenmann, e chegaram a Santa Fé pelo rio em 1858 . Então suíços do mesmo cantão continuaram a chegar e mais tarde alguns alemães, francesa e italianos foram adicionados.

## Criação da Comuna
- 12 de julho de 1875

## Museu
- Museu Histórico de San Jerónimo Norte Lorenzo Bodenmann, responsável pela comuna local.

## Festas e Eventos
- Festa Coletiva 7 de março
- Swiss National Folklore Festival: 6 de junho, 7 de junho e 8 de junho
- Festa Provincial do Leite: Expo San Jerónimo, 1ª quinzena de dezembro
- Aniversário de Fundação e Festa do Patronal 15 de agosto
- Concurso de Simulação Escolar Ricardo Foster 2ª quinzena de maio .ar/ (atualmente a escola não é mais o local do concurso).
- Movida Cultural: projeto educacional, do Colégio San José.
- Feira Departamental do Livro: projeto pedagógico a cargo da escola 323.

## Entidades Desportivas
- ASOC. DEP. ATLÉTICO ITALIANO
- CLUB ATLÉTICO LIBERTAD (sede do torneio internacional de futebol "El Valesanito")
- CYCLE CLUB C. CORTONI F.M.
- CLUBE FEDERAL DE TIRO ARGENTINO
- FEDERAÇÃO DE TIRO DE SANTAFESINA
- CLUB ATLETICO UNIÓN DEPORTIVA (bar e sociedade)

## Jornal Semanal
- A SEMANA Moreno e Güemes. (atualmente não editado)
- "Guia de Compras" (revista de negócios local)
- "Vendamos Hoy" (revista de negócios local)

## Rádio e Televisão
- CABO DE VÍDEO COLORIDO (Canal 2)
- FM 93,7 MHz - "A rádio de São Jerônimo".
- FM 97,9 MHz - "FM Genesis".

## 150 anos
Em 15 de agosto de 2008, San Jerónimo Norte comemorou seu 150º aniversário de vida. Para esta importante celebração, foram preparadas as reformas do patrimônio comunitário e da praça Libertad (entre outros lugares). Também houve a presença de grupos da Suíça e da região. As festividades duraram várias semanas e foram organizadas diversas atividades dedicadas a recordar os fundadores da vila.

## Paróquias da Igreja Católica em San Jerónimo Norte
| Arquidiocese | Santa Fé de la Vera Cruz  |
| ------------ | ------------------------- |
| Paróquia     | Nossa Senhora da Assunção |